# Atlanta Soccer Club
L'Atlanta Soccer Club, precedentemente noto anche come Atlanta Silverbacks era un club calcistico statunitense che ha militato nella NASL (Division 2 del soccer USA), nella NISA (terzo livello) e nella NPSL (quarto).
Lo stadio di casa dei Silverbacks era il RE/MAX Greater Atlanta Stadium di Chamblee, cittadina a 30 km circa da Atlanta (Georgia).
Il club nacque nel 1995 col nome di Atlanta Ruckus. Nel 1998, dopo il cambio di proprietà della squadra, venne scelta la definitiva denominazione di Silverbacks, derivante da Willie B., il nome di un gorilla della specie silverback, che fu l'attrazione principale dello zoo di Atlanta per diversi anni.
La società ha chiuso i battenti al termine della stagione 2008 per problemi economici. A fine 2010 la società brasiliana Traffic ha acquisito la proprietà del team rilanciandolo nella NASL a partire dalla stagione 2011.
Il 2 dicembre 2014 Boris Jerkunica e Henry Hardin hanno acquistato i Silverbacks ma non riuscendo a trovare una nuova proprietà per il campionato 2016 la franchigia è stata ritirata dal campionato l'11 gennaio 2016 sospendendo ogni attività.
Nel 2016 la squadra riserve, iscritta alla National Premier Soccer League, prende il nome della squadra madre. Nel gennaio 2019, a causa di un contenzioso tra la dirigenza, il proprietario del trademark Silverbacks Boris Jerkunica lasciò il club, costringendo così lo stesso a cambiare nome in Atlanta SC.
Nella seconda metà del 2019 il club partecipò alla National Independent Soccer Association, ma cessò le attività pochi mesi più tardi.

## Risultati anno per anno
| Anno    | League             | Reg. Season   | Playoff         | Open Cup         |
| ------- | ------------------ | ------------- | --------------- | ---------------- |
| 1998    | USISL A-League     | 6°, Atlantic  | Non qualificato | Non qualificato  |
| 1999    | USL A-League       | 5°, Atlantic  | Non qualificato | Non qualificato  |
| 2000    | USL A-League       | 6°, Atlantic  | Non qualificato | Non qualificato  |
| 2001    | USL A-League       | 5°, Central   | Non qualificato | Non qualificato  |
| 2002    | USL A-League       | 3°, Southeast | 1º turno        | 3º turno         |
| 2003    | USL A-League       | 5°, Southeast | Non qualificato | 3º turno         |
| 2004    | USL A-League       | 5°, Eastern   | Non qualificato | 4º turno         |
| 2005    | USL First Division | 8°            | Non qualificato | 3º turno         |
| 2006    | USL First Division | 8°            | Non qualificato | 3º turno         |
| 2007    | USL First Division | 4°            | Finale          | 3º turno         |
| 2008    | USL First Division | 9°            | Non qualificato | 2º turno         |
| 2009/10 | inattiva           |               |                 |                  |
| 2011    | NASL               | 8°            | Non qualificato | Non iscritta     |
| 2012    | NASL               | 7°            | Non qualificato | 3º turno         |
| 2013    | NASL               | 1°-7°         | Finalista       | 3º turno         |
| 2014    | NASL               | 8°-10°        | Non qualificato | Quarti di finale |
| 2015    | NASL               | 11°-6°        | Non qualificato | 4 ° turno        |

## Palmarès

### Altri piazzamenti
- Campionato NASL II:

Secondo posto: 2013